# La, la, la
La, la, la var Spaniens bidrag till Eurovision Song Contest 1968. Den skrevs av Manuel de la Calva och Ramón Arcusa, medan Massiel sjöng. Låten vann tävlingen.

## Listplaceringar
| Lista (1968)  | Topplacering |
| ------------- | ------------ |
| Nederländerna | 33           |
| Norge         | 5            |
| Schweiz       | 8            |
| Österrike     | 8            |